# Wehr und Waffen
Wehr und Waffen – Monatsschrift für alle artilleristischen und technischen Fragen des Reichsheeres war von 1931 bis 1935 eine deutsche Fachzeitschrift für Militärtechnik. Sie erschien in Berlin, entstand am 1. April 1931 aus der Vereinigung der Zeitschriften Artilleristische Rundschau und Heerestechnik und wurde 1935 von der Zeitschrift Wehrtechnische Monatshefte fortgesetzt.